# 샹둥구

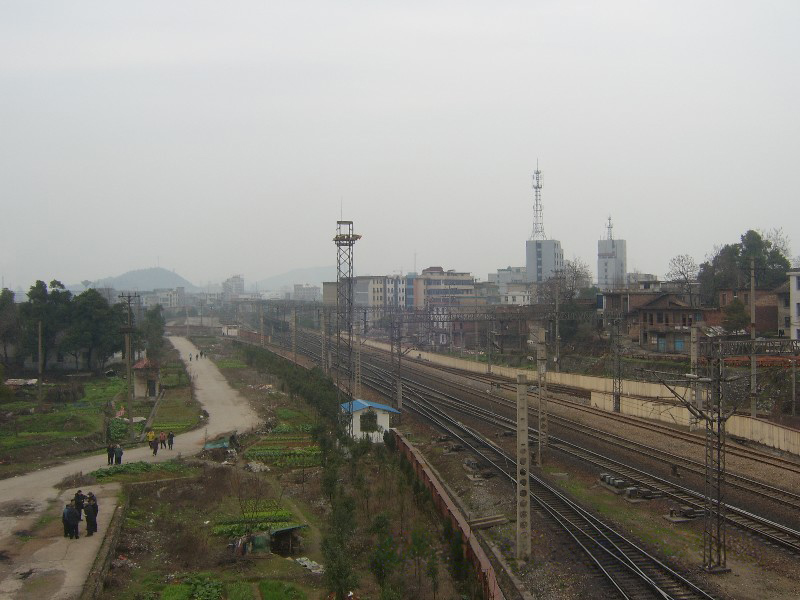

샹둥구(한국어: 상동구, 중국어: 湘东区, 병음: Xiāngdōng Qū)는 중화인민공화국 장시성 핑샹 시의 현급 행정구역이다. 넓이는 853km2이고, 인구는 2007년 기준으로 약 400,000명이다.

## 지리
평균 해발고도는 203.6m이고 최고고도는 1161.4m이고 최저고도는 15.4m이다. 연평균 기온은 17.2℃이고 연평균 강수량은 1576.7mm이다.

## 행정 구역
1개 가도, 8개 진, 2개 향을 관할한다.
- 가도: 峡山口街道.
- 진: 湘东镇, 荷尧镇, 老关镇, 腊市镇, 下埠镇, 排上镇, 东桥镇, 麻山镇.
- 향: 广寒寨乡, 白竺乡.